# Newark (Texas)
Newark es una ciudad ubicada en el condado de Wise en el estado estadounidense de Texas. En el Censo de 2020 tenía una población de 1.096 habitantes y una densidad poblacional de 472,41 personas por km².

## Geografía
Newark se encuentra ubicada en las coordenadas 33°0′49″N 97°29′18″O / 33.01361, -97.48833. Según la Oficina del Censo de los Estados Unidos, Newark tiene una superficie total de 2.32 km², de la cual 2.32 km² corresponden a tierra firme y (0%) 0 km² es agua.

## Demografía
Según el censo de 2010, había 1.005 personas residiendo en Newark. La densidad de población era de 433,07 hab./km². De los 1.005 habitantes, Newark estaba compuesto por el 88.36% blancos, el 0.2% eran afroamericanos, el 0.4% eran amerindios, el 0.3% eran asiáticos, el 0% eran isleños del Pacífico, el 7.56% eran de otras razas y el 3.18% pertenecían a dos o más razas. Del total de la población el 19.2% eran hispanos o latinos de cualquier raza.